# Roaring Cliffs
Le Roaring Cliffs (in lingua inglese: Scogliere rombanti), sono delle alte e ripide scogliere rocciose antartiche, situate appena a nord del Kutschin Peak sul fianco occidentale del Nilsen Plateau, nei Monti della Regina Maud, in Antartide.
La denominazione è stata proposta da William Long, geologo che faceva parte del gruppo dell'United States Antarctic Research Program (USARP) che aveva esplorato quest'area nel 1963-64. La denominazione fa riferimento al rumore prodotto dal vento in quest'area; nella sottostante e quieta valle priva di vento, il soffio sulle cime provoca una specie di rombo che ricorda il rumore di un treno in arrivo.